# Morian
För andra betydelser, se Morian (olika betydelser).

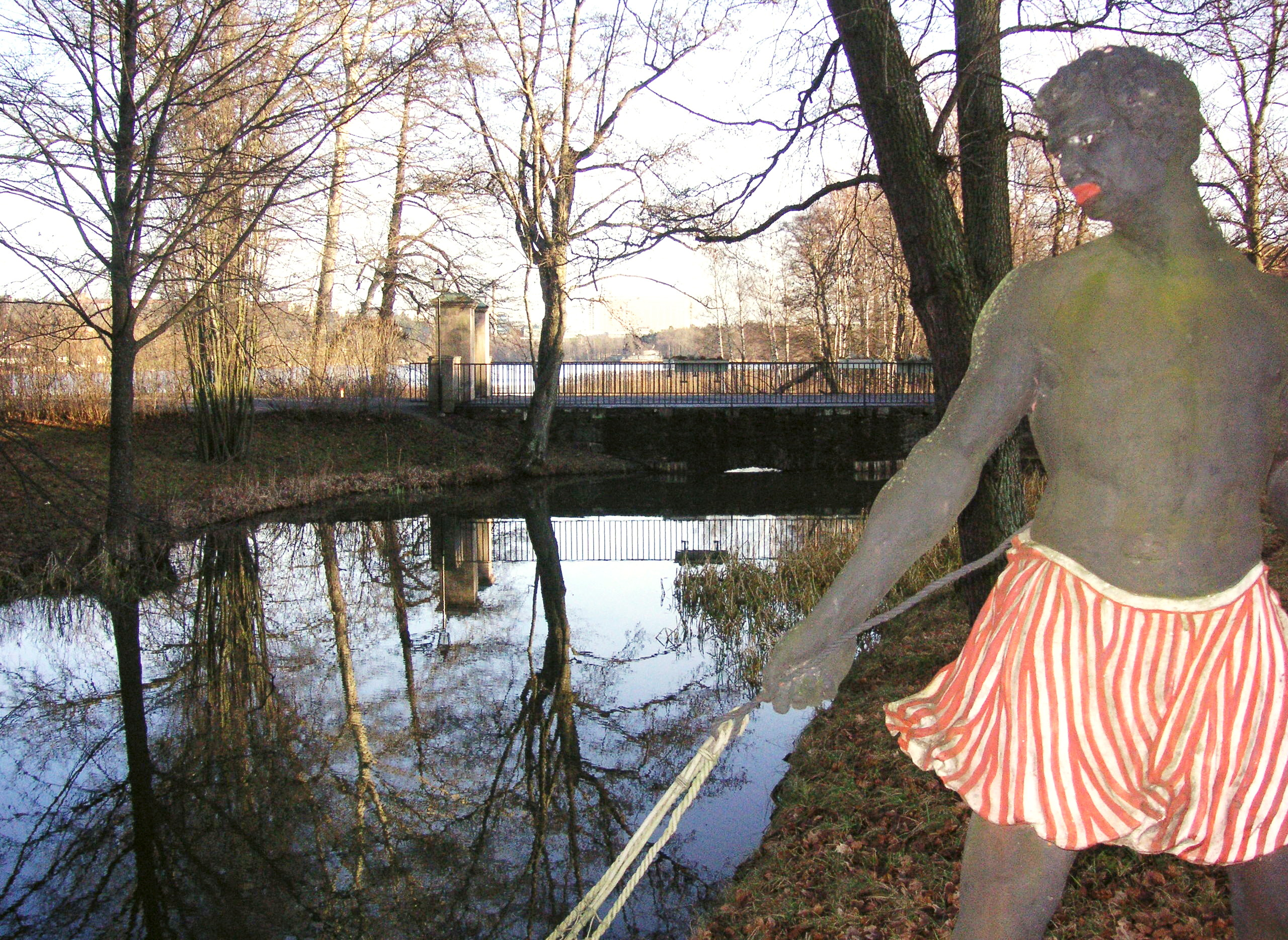
Morian vid Morianbron, Ulriksdals slott.

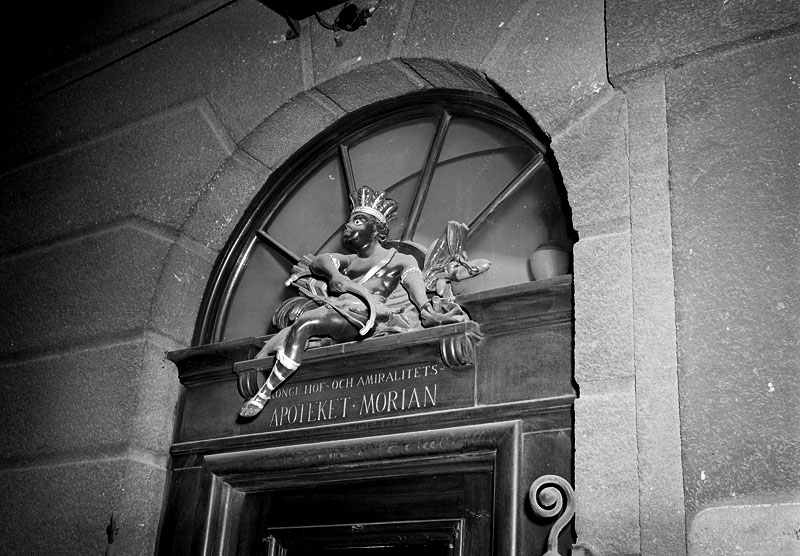
Portalutsmyckning över Apoteket Morianen på Drottninggatan 19.

Morian (av latin maurus, afrikansk, morisk; av grekiska μαύρος, svart). Uttrycket är känt i svenskan sedan 1500-talet. På vikinga- och medeltiden användes uttrycket "blåman", morian eller mor.  De mörkhyade personer, "morianer", som mellan 1500- och 1700-talen var hovtjänare i Europa förhöjde furstarnas status och kallades Kammermohr  i Tyskland. 
"Moor" är antikt  (romerskt-latinskt) språkbruk för att namnge befolkningen söder om den Iberiska halvön, det vill säga befolkningen i nordvästra Afrikas dåtida kungadömen. De var inte en homogen etnisk grupp, utan till betydande del befolkat av ''Amazigh'' precis som idag, och sedan järnåldern, alltså inte per definition araber utan ursprungligen afroasiatiska stammar från öknarna "väster om Nilen". "Moor" hade initialt konnotation till  hudfärg. Så småningom expanderade konnotationen till religionen islam och sedermera även arab. I antikt klassiskt språk benämndes dock moorisk "mauri" – alltså från Mauretanien (det dåvarande). Se Morer
Det (grekisk/arabiska) begreppet Berber (liksom Maghreb) kan ur flera hänseenden betraktas som samtidens motsvarighet till "morian", "neger"; kolonisatörernas språkbruk, och inte den inhemska afrikanska befolkningens.

## Historia
Under medeltiden kallades de "araber" som från Nordafrika kom in i Spanien och Portugal för morer. Möten mellan nordeuropéer och afrikaner var fram till 1700-talet sällsynta, därför kunde historiska illustrationer och beskrivningar av morianer lätt bli stereotypa: mörkbrun till svart hy, tjocka läppar, krulligt hår, ofta med stora öronringar eller andra attribut som framhäver en "vild folkstam". Målningar utifrån levande modell finns från 1600-talet och framåt, som exempelvis Morian med kakadua av Nicolas de Largillière. Dessa eftersträvar ofta att vara samvetsgrant naturalistiska, inte stereotypa. 

### Sverige
Antonius Blåman, även kallad Antonius Morian, omnämns som drabant med hillebard vid Gustav Vasas hov mellan 1527 och 1540,  som möjligen var den första afrikanen omnämnd som bosatt i Sverige; termen "blåmän" kunde dock syfta även på andra etniciteter, så som till exempel araber.
År 1647 gavs fyra svarta barn, en flicka och tre pojkar, till rikskansler Axel Oxenstierna efter den första svenska expeditionen till Afrika; vad som hände med dem är oklart, men en av pojkarna överlevde i varje fall till tonåren, då han antecknas ha avlidit på Tidö slott 1654. Under 1700-talet var det på modet med "morianer" som tjänare vid kungliga hov i Europa, och ungefär tjugo sådana beräknas ha befunnit sig i Sverige under andra hälften av 1700-talet; nästan alla som just hovtjänare.
Den mest kände morianen vid de svenska hoven är Badin, alias Adolf Ludvig Gustav Fredrik Albrecht Badin Couchi (omkring 1747–1822). Han verkade som betjänt till drottning Lovisa Ulrika. Badin var troligen född på ön Saint Croix (Santa Cruz) i Västindien, som var i Danmarks ägo på den tiden. Badins ursprungliga slavnamn var Couchi. Slavarna på öarna hade nästan alltid bara förnamn.
Vid hertig Carls hov fanns det också så kallade morianer. En av dessa var Antoine Zamore alias Charles Antoine Francois "La Fleur" Zamore (omkring 1736–1814). Zamore fick 1784 tjänst som pukslagare i Hertig Carls livregemente till häst tillsammans med morianerna Robert Spirman och Carl Gustav Abrahamsson alias Richard Abramsson (omkring 1760–1838), vilka båda fick börja som ryttare. Abrahamsson blev sedermera befordrad till andre trumpetare.
Carl Gustaf Abrahamsson slutade som trumpetare omkring 1809. Han bodde sedan i Gamla Stan till sin död, där det angavs i husförhörslängden att hans födelseplats var "America".

## Kultur
Klassiska exempel i svensk konst och kultur är Magnus Jacob Crusenstolpes roman "Morianen, eller Holstein-Gottorpiska huset i Sverige" samt skulpturgruppen "Nätdragande morianer" som Oscar I beställde av konstnären Pehr Henrik Lundgren (1824-1855). Gruppen stod ursprungligen i Hagaparken men finns sedan 1863 i Ulriksdals slottsträdgård.